# Lista de cidades independentes da Virgínia
Segue-se abaixo a Lista completa de cidades independentes da Virgínia, EUA. 
Em 2005, havia 39 cidades independentes, onde possui status como condado. Muitas vilas são de porte médio a grande (como as cidades), mas não são incoporadas como as cidades e situadas dentro de um condado ou mais. 
1. Alexandria
2. Bedford
3. Bristol
4. Buena Vista
5. Charlottesville
6. Chesapeak
7. Colonial Heights
8. Covington
9. Danville
10. Emporia
11. Fairfax
12. Falls Church
13. Franklin
14. Fredericksburg
15. Galax
16. Hampton
17. Harrisonburg
18. Hopewell
19. Lexington
20. Lynchburg
21. Manassas
22. Manassas Park
23. Martinsville
24. Newport News
25. Norfolk
26. Norton
27. Petersburg
28. Poquoson
29. Portsmouth
30. Radford
31. Richmond
32. Roanoke
33. Salem
34. Staunton
35. Suffolk
36. Virginia Beach
37. Waynesboro
38. Williamsburg
39. Winchester